# Karate la Jocurile Olimpice de vară din 2020 - kata (masculin)
Proba de karate kata masculin de la Jocurile Olimpice de vară din 2020 de la Tokyo a avut loc la data de 5 august 2021, la Nippon Budokan.

## Program
Orele sunt ora Japoniei (UTC+9) 
| Data                  | Timp                    | Etapă                                                                    |
| --------------------- | ----------------------- | ------------------------------------------------------------------------ |
| Vineri, 5 august 2021 | 10:00 11:33 19:30 19:50 | Etapa eliminatorie Meciuri pentru clasament Meciul pentru locul 3 Finala |

## Rezultate

### Grupe

#### Grupa A
| Sportiv                  | Primul kata | Al 2-lea kata | Avg.  | Loc | Al 3-lea kata | Loc          | Calificare                     |
| ------------------------ | ----------- | ------------- | ----- | --- | ------------- | ------------ | ------------------------------ |
| Damián Quintero (ESP)    | 27,34       | 27,40         | 27,37 | 1 Q | 27,28         | 1 C          | Meciul pentru medalia de aur   |
| Ariel Torres (USA)       | 26,40       | 25,98         | 26,19 | 2 C | 26,46         | 2 c          | Meciul pentru medalia de bronz |
| Park Hee-jun (KOR)       | 25,72       | 25,52         | 25,62 | 3 C | 25,98         | 3 c          | Meciul pentru medalia de bronz |
| Ilja Smorguner (GER)     | 25,02       | 24,10         | 24,56 | 4   | Nu a avansat  | Nu a avansat | Nu a avansat                   |
| Mohammad Al-Mosawi (KUW) | 24,32       | 24,24         | 24,28 | 5   | Nu a avansat  | Nu a avansat | Nu a avansat                   |

#### Grupa B
| Sportiv             | Primul kata | Al 2-lea kata | Avg.  | Loc | Al 3-lea kata | Loc          | Calificare                     |
| ------------------- | ----------- | ------------- | ----- | --- | ------------- | ------------ | ------------------------------ |
| Ryo Kiyuna (JPN)    | 28,26       | 28,40         | 28,33 | 1 C | 28,72         | 1 C          | Meciul pentru medalia de aur   |
| Ali Sofuoğlu (TUR)  | 27,00       | 27,28         | 27,14 | 2 C | 27,32         | 2 c          | Meciul pentru medalia de bronz |
| Antonio Díaz (VEN)  | 25,74       | 26,40         | 26,07 | 3 C | 26,28         | 3 c          | Meciul pentru medalia de bronz |
| Mattia Busato (ITA) | 25,08       | 25,92         | 25,50 | 4   | Nu a avansat  | Nu a avansat | Nu a avansat                   |
| Wang Yi-ta (TPE)    | 25,00       | 24,94         | 24,97 | 5   | Nu a avansat  | Nu a avansat | Nu a avansat                   |
| Wael Shueb (EOR)    | 23,20       | 23,40         | 23,30 | 6   | Nu a avansat  | Nu a avansat | Nu a avansat                   |

### Meciurile pentru medalia de bronz
| Ariel Torres (USA) | 26,72 - 26,34 | Antonio Díaz (VEN) |
| ------------------ | ------------- | ------------------ |
|                    |               |                    |

| Park Hee-jun (KOR) | 26,14 - 27,26 | Ali Sofuoğlu (TUR) |
| ------------------ | ------------- | ------------------ |
|                    |               |                    |

### Meciul pentru medalia de aur
| Damián Quintero (ESP) | 27.66 - 28.72 | Ryo Kiyuna (JPN) |
| --------------------- | ------------- | ---------------- |
|                       |               |                  |